# Torsen-Ausgleichsgetriebe

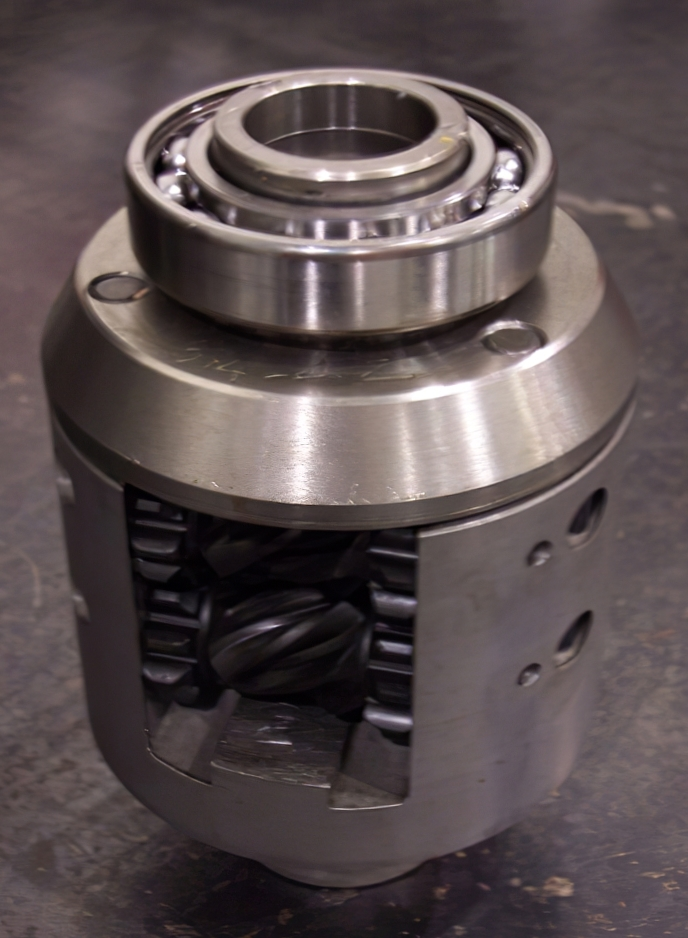
Ein Torsen-Ausgleichsgetriebe eines Audi Quattro

Torsen-Ausgleichsgetriebe sind Ausgleichsgetriebe mit selbstsperrender Wirkung, die zur Gruppe der Sperrdifferentiale gehören. Heute werden sie vor allem als Zentraldifferential in Allradfahrzeugen eingesetzt, insbesondere bei den Audi quattro-Modellen.
Der Name „Torsen“ leitet sich ab von den englischen Wörtern für „Drehmoment“ (Torque) und „empfindlich“ (sensitive). Dieses Kunstwort beschreibt die drehmomentfühlende Eigenschaft dieser Sperrdifferentiale.
Die prinzipielle Erfindung geht bereits auf das Jahr 1918 zurück. Entwickler des Typs A war Vern Gleasman, der das Differential 1958 zum Patent anmeldete. In Deutschland ist Torsen seit 1983 eine eingetragene Marke der JTEKT Corporation mit Sitz in Aichi (Japan). Das Torsen-System kam erstmals 1983 im HMMWV auf den Markt. Ab 1986 wurde es von Audi sowie im Lancia Delta HF 4WD eingesetzt.

## Technik
Wie alle Sperrdifferentiale ist das Torsen-Differential im Prinzip ein offenes Differential, dessen Fähigkeit zum Drehmomentausgleich zwischen den Abtriebswellen durch geringen Wirkungsgrad verschlechtert wird.

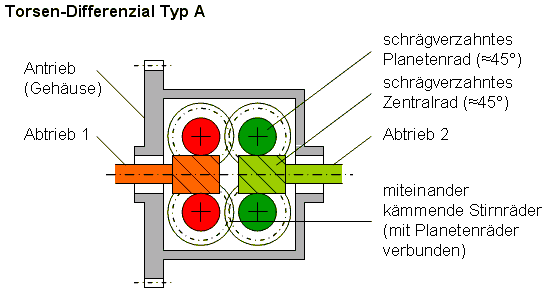
Torsen-Differenzial Typ A

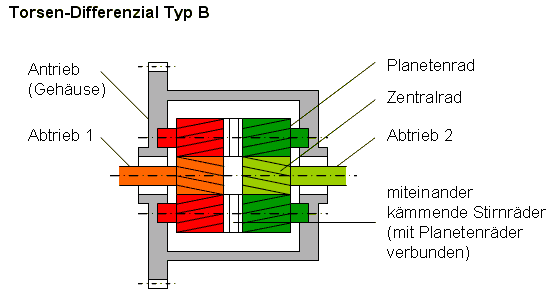
Torsen-Differenzial Typ B

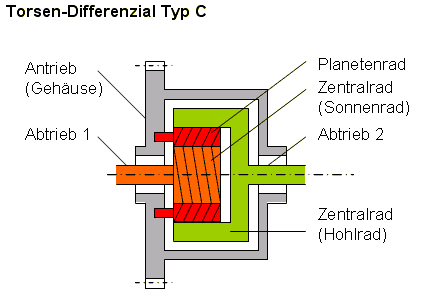
Torsen-Differenzial Typ C

Im Markt sind heute vor allem die ersten beiden Torsen-Typen vertreten:
- Beim Typ A sind die Ausgleichsräder (Planetenräder) und die Seitenräder (Abtrieb) als Schraubenräder ausgebildet, das heißt die Verzahnung steht um 45° schräg zur Achse und die Achsen stehen senkrecht zueinander. Die Gleitbewegung in der Verzahnung und die einfache Lagerung verursachen dadurch hohe Reibungsverluste, welche die gewünschte Sperrwirkung erzeugen, falls auf der Abtriebsseite eine Drehzahldifferenz auftritt.
- Beim Typ B sind die Achsen aller Räder parallel, daher wird es gelegentlich auch „Parallelachsendifferential“ genannt. Die Verzahnung wird als Schrägverzahnung (Schraubenverzahnung) mit extrem großen Schrägungswinkeln ausgeführt, Auch hier entstehen in der Verzahnung Kräfte, die die Stirnflächen der Zahnräder gegen das Gehäuse drückt. Dort entsteht ein großer Teil der Reibung.
- Der Typ C ist als Planetengetriebe aufgebaut. Durch große Schrägungswinkel der Zahnräder und schräge Steckverzahnungen entstehen im Differential große Axialkräfte, die über Reibscheiben das gewünschte Sperrmoment erzeugen. Der Typ C lässt sich mit einem offenen Differential zu einer kompakten Einheit kombinieren. Beim Typ C ist die Drehmomentverteilung nicht 50:50, wie sonst bei anderen Achsdifferentiale üblich; daher wird der Typ C ausschließlich als Zentraldifferential zwischen den Achsen (vor allem bei Audi) eingesetzt.

Der Typ A erreicht weitaus höhere Sperrwerte als der Typ B. Wie bei allen drehmomentfühlenden Differentialen wird, wenn kein ESP vorhanden ist, bei einem angehobenen Rad kaum Vortrieb erzeugt. Bei Fahrzeugen ohne ESP kann dies Auswirkungen beim Anfahren haben. Abhilfe schafft in solchen Situationen eine leichte Betätigung der Bremse, wodurch die Kraft auf alle Räder verteilt wird. Von Vorteil ist die ESP-Kompatibilität und der Einfluss auf die Fahrdynamik im sportlichen Bereich.

### Aufbau Typ A
An Stelle der vier Kegelräder bei einem gewöhnlichen Differentialgetriebe wirken beim Torsen mehrere Schraubenräder mit ungefähr 45 Grad Steigung, die über Stirnradpaare an den beiden Enden der Schraubenräder aneinander gekoppelt in die beiden schrägverzahnten Antriebswellen eingreifen. Dadurch können Drehzahldifferenzen ausgeglichen werden; durch die den Schraubenrädergetrieben eigene, hohe Verlustleistung und durch zusätzliche Reibscheiben entsteht die Sperrwirkung.

## Einfluss auf die Fahrdynamik
Torsen-Differentiale sperren abhängig vom übertragenen Drehmoment. Man kann bei Torsen-Differentialen (wie bei allen drehmomentfühlenden Sperrdifferentialen) mehrere Betriebsmodi unterscheiden:
- Im Zugbetrieb wird das Fahrzeug vom Motor angetrieben. Überträgt eine Achse weniger Antriebskräfte, liegt also Traktionsverlust vor, wird durch das Torsen-Differential automatisch mehr Antriebskraft auf die sich langsamer drehende Achse (also meist jene mit mehr Traktion) übertragen. Ist eine Achse oder ein Rad angehoben (bzw. steht auf spiegelglattem Eis), so bleibt die Sperrwirkung des Torsendifferentials wirkungslos – das Rad bzw. die Achse mit der geringsten Bodenhaftung dreht durch. Abhilfe kann hier eine Differentialsperre oder eine Antriebsschlupfregelung schaffen.
- Im Schubbetrieb wird der Motor geschleppt, also vom Fahrzeug angetrieben. Geht man vom Gas, kehren sich die Kraftflüsse im Torsen-Differential um. Hat der Fahrer ausgekuppelt, wirkt es wie ein offenes (ungesperrtes) Differential, und die Achsen sind weitgehend entkoppelt. Damit ist der Eingriff des ABS und ESP ungestört möglich.
- Bei Kurvenfahrt verteilt das Torsen-Differential immer mehr Antriebskräfte auf die langsamer drehende Achse, was zumeist die Hinterachse ist. Sollte die Hinterachse Traktion verlieren, sorgt das Torsen automatisch für mehr Kraft auf der Vorderachse.

## Anwendung
Bei den ersten Audi-Quattro-Allradfahrzeugen ab der Einführung 1980 waren zunächst manuell sperrbare Differentiale des konventionellen Bautyps eingebaut, die dann im Zuge der Modellpflege 1986 durch Torsen-Differentiale vom Typ A ersetzt wurden. Bei Audi- und VW-Allrad-Fahrzeugen, die auf quer zur Fahrtrichtung eingebauten Frontmotoren basierten, wurden Visco- und Haldex-Kupplungen eingebaut.
Ab 1990 wurde im Rover 220 Coupé 2.0 Turbo ein Torsen-Getriebe verbaut.
In der dritten RX-7-Generation (FD) von Mazda (1992–2002) ist ein Torsen-Hinterachsdifferential eingebaut, ebenso in die 1,9-l-Modelle des Mazda MX-5 (NB) sowie im Honda S2000. Auch der durch Subaru und Toyota in Kooperation entwickelte und 2012 vorgestellte Toyota GT86 bzw. Subaru BRZ verfügen über ein Torsen-Hinterachsdifferential.
Zu den frontgetriebenen Fahrzeugen, in die serienmäßig ein Torsen-Differential eingebaut wurde, zählen der Ford Focus RS sowie die Sonderserie „Championship White Edition“ des Honda Civic Type R.
Peugeot hat ein limited-slip Torsen-Differential in seinem 2014 veröffentlichten RCZ R verbaut. Auch der Peugeot 308 GTi verfügt über ein Torsen-Differenzial.
Bis heute werden Torsen-Differentiale als Mitteldifferential vor allem bei den Audi-Fahrzeugen mit längseingebauten Motoren als wichtiges Merkmal und Imageträger verbaut.